# POI
POI (англ. point of interest) — достопримечательность или другой объект, отмеченный точкой на карте.
По мнению человека, создавшего эту точку, информация о ней может оказаться интересной или полезной. К примеру, это могут быть отели, заправки, магазины, музеи, храмы, парковки, вокзалы, источники пресной воды, удачные места для фотосъёмки, памятники и т. д. Термин POI широко используется в картографии, особенно в электронной, включая ГИС и GPS-навигационное программное обеспечение.
Полноценная POI содержит информацию о координатах (широта и долгота), название, описание и другие параметры, в том числе высота, номер телефона. В приложениях для навигации обычно POI отображаются в виде тематических иконок.

## Структура POI
POI обязательно имеют определённые географические координаты (широту и долготу), которые определяют положение данной точки на карте. Кроме этого, POI могут содержать дополнительную информацию, например:
- название
- категория
- адрес
- часы работы
- сайт

Как правило, POI сгруппированы по типам объектов (например, «проживание», «питание», «культура» и т. д.) и отображаются на карте с помощью соответствующих иконок.

## Использование POI
Навигационные программы поддерживают поиск POI по типу, имени и/или адресу, поэтому база POI может использоваться во время путешествий как справочник. Кроме этого, в некоторых программах ближайшие POI отображаются на карте во время движения по маршруту.

## Коллекции POI
Цифровые карты для современных GPS-устройств чаще всего содержат базовую коллекцию POI для региона этой карты.
Также существуют сайты, созданные для хранения, поиска и распространения POI, благодаря которым пользователь может загрузить новые POI в своё устройство или заменить существующие. Некоторые из этих сайтов являются общими, другие специализируются на отдельных категориях объектов (например, родники, тайники, места отдыха) или GPS-устройствах (например, TomTom/Garmin). Владельцы устройств также могут создавать собственные коллекции.

## DPOI
Динамические точки интереса (англ. dynamic points of interest) — объекты, срок жизни которых ограничен или данные которых постоянно меняются. Это объекты с данными на электронных картах и навигаторах: 
- временные перекрытия дорог
- ДТП
- засада ГИБДД
- дорожные ремонтные работы
- участки дорог с гололёдом

- информация о стоимости топлива на АЗС
- актуальное расписание сеансов в кинотеатре
- меню ресторана и кафе
- информация о статусе работы организации (открыто/закрыто)
- текстовые сообщения от пользователей электронных карт